# Albert Truy
Albert Truy est un homme politique français né le 11 août 1876 à Cambrai (Nord) et mort le 20 juin 1912 à Paris 9e.
Clerc d'avoué, il dirige le journal "Le républicain de Montreuil". Élu député du Pas-de-Calais en 1902, il est invalidé en 1903 et battu à l'élection partielle qui suit.